# Kontiolahti
Kontiolahti este o comună din Finlanda.